# Izer Aliu (Regisseur)
Izer Aliu (geboren 1982 in Skopje, im heutigen Nordmazedonien) ist ein norwegischer Drehbuchautor und Regisseur.

## Leben
Izer Aliu wuchs in Schweden und Norwegen auf und absolvierte bis 2012 sein Studium an der Norwegischen Filmschule Lillehammer. Seine Filme wurden bei zahlreichen Filmfestivals gezeigt und mit vielen Preisen ausgezeichnet.

## Arbeitsweise
Den Spielfilm Hunting Flies drehte er mit einem Schauspieler und vielen Laiendarstellern und entwickelte die Geschichte im Prozess, basierend auf einem 11-Seitigen Drehbuch.

## Filmografie
Regie
- 2022: 12 Dares
- 2021: Echte Norweger (Fernsehserie bei arte)
- 2018: L’amour Fou (Kurzfilm)
- 2017: Hunting Flies
- 2014: The Good Life-Over There (Kurzfilm)
- 2012: To Guard A Mountain (Kurzfilm)

Drehbuch
- 2022: 12 Dares
- 2021: Echte Norweger (Fernsehserie bei arte)
- 2018: L’amour Fou (Kurzfilm)
- 2017: Hunting Flies
- 2014: The Good Life-Over There (Kurzfilm)
- 2012: To Guard A Mountain (Kurzfilm)

## Auszeichnungen
- 2022: Beste nicht Englischsprachige Comedyserie für Echte Norweger Rocky Awards, Banff[3]
- 2021: High School Prize für die beste Serie für Echte Norweger, Canneseries
- 2021: Cannes Series Special Interpretation Prize[4] für Echte Norweger, Canneseries
- 2017: Norwegischer Friedensfilmpreis für Hunting Flies, Tromsø International Film Festival
- 2017: Beste Regie für Hunting Flies, Amanda Awards, Norway
- 2017: BUSTER's Bester Kinderfilm für Hunting Flies, CPH PIX
- 2015: Best Live Action, Kurzfilme über Minuten, für The Good Life-Over There Palm Springs International ShortFest
- 2014: To Guard A Mountain, Angers European First Film Festival
- 2013: 1. Preis Kurzfilm, Erwachsenenjury, für To Guard A Mountain, Chicago International Children’s Film Festival[5]
- 2012: Bester Norwegischer Kurzfilm für To Guard A Mountain, Bergen International Film Festival